# Hôpital de la Mer
Hospital del Mar
L’Hôpital de la Mer (en catalan : Hospital del Mar) est un hôpital public situé à Barcelone, dans le quartier de La Barceloneta.
Il est créé en 1905.

## Situation et accès
Le centre hospitalier est desservi par la station Ciutadella-Vila Olímpica de la ligne 4 du métro de Barcelone.
Il est adjacent du port olympique de Barcelone, des tours Mapfre et Arts, et de la célèbre sculpture Le Poisson de Frank Gehry.

## Cinéma
Le centre hospitalier est popularisé dans le monde entier en 1999 grâce au film Tout sur ma mère de Pedro Almodóvar, qui y réalise plusieurs scènes célèbres.

## Mémoire
- Le centre hospitalier est célèbre dans la lutte contre le sida grâce aux scènes de Tout sur ma mère, jouées par Penélope Cruz et Cecilia Roth, qui font partie de l'histoire du cinéma[2].
- Le site est également un lieu de mémoire important de la République espagnole : la photographe allemande Gerda Taro crée le cliché Soldate républicaine à Barcelone, qui fait le tour du monde, en contrebas du site de l'hôpital, en 1936, sur la plage du Somorrostro[3].

## Récompenses et distinctions
- 2015 : Croix de Sant Jordi[4]